# Hauptverwaltung Aufklärung
Pour les articles homonymes, voir HVA.

Blason du ministère de la sécurité d’État (Stasi) en RDA

La Hauptverwaltung Aufklärung (« HVA ») ou « administration centrale de la reconnaissance » était le service de renseignement extérieur de la RDA et appartenait au Ministère de la sécurité d’État (Stasi). Après la dissolution de la Stasi en 1990 et les révélations concernant ses méthodes de travail, la HVA devient l’objet de recherches intensives (depuis 1991, sous la responsabilité du Commissaire fédéral chargé des archives de la Stasi) et suscite un grand intérêt public. La fin de la HVA, et avec elle la divulgation des structures, des méthodes et des membres du service de renseignement représentent un événement exceptionnel de l’histoire allemande.

## Mission

### Priorités
La mission principale de la HVA est le renseignement extérieur (espionnage) , dont l’espionnage politique, militaire, économique et technologique. En marge de cela, on compte des actions menées à l’encontre des services de renseignement de l’Ouest (contrespionnage par une infiltration dans les structures), des actes de sabotage et les actions concrètes (par exemple le placement d’articles dans les journaux de l’Ouest, et ce souvent grâce à des activités du mouvement pour la paix) dans la zone opérationnelle de la RFA et de Berlin-Ouest et quelques autres lands relevant de la responsabilité de la HVA.
L’un des événements les plus marquants est le dévoilement de la méthode Romeo de la HVA. Depuis le début des années 1960, les Romeos, appelés aussi agents romeos, avaient pour mission de séduire les secrétaires des hommes politiques d’Allemagne de l’Ouest (la Stasi parlait “d’encadrer intimement”), de construire une dépendance sentimentale, voire de les épouser “à des fins de renseignement” pour sauver les apparences. Ces femmes, souvent célibataires ou solitaires, qui étaient au préalable triées sur le volet par des experts d’Allemagne de l’Est, diffusent sans que leur supérieur ne s’en aperçoive des documents secrets de leur département à leur cher et tendre. Dans le jargon de la Stasi, l’expression “Ficken fürs Vaterland” (baiser pour la patrie) était souvent employée pour désigner ce type d’opérations. Dans certains cas, on faisait même croire à ces femmes que leur mari, qui agissait sous fausse bannière, venait d’un autre territoire que celui de la RDA.
Depuis le début des années 1980, l’espionnage militaire est de plus en plus présent dans le système mondial. L'URSS, les dirigeants du SED et le ministre de la sécurité d’État Erich Mielke recevaient peu avant la guerre froide des informations cruciales de la HVA concernant les premiers préparatifs de guerre.

### Coopération avec le KGB
La HVA fournissait à ses “services frères” du Bloc de l’Est - principalement au KGB - la part du lion de la quantité d’information en provenance de la RFA, membre européen important au sein de l’OTAN. Le quartier général du KGB en RDA se trouvait dans Berlin-Karlshorst, celui du GRU (Direction générale des renseignements de l’État-Major des forces armées russes et soviétiques) dans le quartier de Babelsberg de Potsdam. De plus, on trouvait des officiers de liaison dans chaque administration du district. À cela s’ajoutaient également les opérations d’espionnage réussies au sein du quartier général de l’OTAN à Bruxelles mais aussi dans plusieurs pays d’Europe de l’Ouest comme le Royaume-Uni. La HVA n’a cependant jamais pu se développer aux États-Unis, seul le KGB y agissait. (Les découvertes significatives des services de renseignement de la RDA concernant la NSA provenaient du personnel de Berlin Ouest).

## Organisation

### Divisions
En 1989, la HVA était formée de 21 divisions et de cinq groupes de travail. On trouvait également l’État-Major de la HVA ainsi que le SWT (secteur des sciences et technologies) pour l’espionnage industriel qui géraient la communication entre les divisions.
| Division             | Mission                                                                            | Directeur                        | Nombre de membres (approximatif) | Subordination     |
| -------------------- | ---------------------------------------------------------------------------------- | -------------------------------- | -------------------------------- | ----------------- |
| A I                  | Appareil d'État RFA                                                                | Colonel Bernd Fischer            | 100                              | Ralf-Peter Devaux |
| A II                 | Partis et Organisation de la RFA                                                   | Colonel Kurt Gailat              | 70                               | Ralf-Peter Devaux |
| A III                | Rézidientoura dans les pays tiers (càd autre que la RFA)                           | Colonel Horst Machts             | 70                               | Prosetzky         |
| A IV                 | Espionnage militaire en RFA                                                        | Colonel Siegfried Milke          | 100                              | Heinrich Tauchert |
| A V (SWT)            | Analyse pour le SWT                                                                | Colonel Harry Hermann            | 80                               | Horst Vogel       |
| A VI                 | Trafic opérationnel                                                                | Colonel Helmut Reinhold          | 210                              | Geyer             |
| A VII                | Analyse et information                                                             | Colonel Werner Bierbaum          | 110                              | Werner Großmann   |
| A VIII               | Techniques opératives, radiocommunications                                         | Colonel Werner Degenhardt        | 220                              | Vogel             |
| A IX                 | Contre-espionnage intérieur et extérieur et services ennemis en RFA                | Général de division Harry Schütt | 190                              | Werner Großmann   |
| A X                  | Actions concrètes (désinformation en RFA/dans Berlin-Ouest)                        | Colonel Rolf Wagenbreth          | 60                               | Großmann          |
| A XI                 | Amérique du Nord, institutions américaines en RFA                                  | Colonel Jürgen Rogalla           | 70                               | Heinrich Tauchert |
| A XII                | OTAN et Communauté européenne                                                      | Colonel Klaus Rösler             | 60                               | Heinrich Tauchert |
| A XIII (SWT)         | Recherche fondamentale                                                             | Colonel Siegfried Jesse          | 60                               | Vogel             |
| A XIV (SWT)          | Électronique, optique, systèmes informatiques                                      | Colonel Horst Müller             | 60                               | Vogel             |
| A XV (SWT)           | Techniques de l'armement, génie mécanique. Service 5, adjoint Ltr. Matthias Warnig | Colonel Gunter Ebert             | 60                               | Vogel             |
| A XVI                | Exploitation des relations juridiques, coordination des entreprises de la HVA      | Colonel Rudolf Genschow          | 40                               | Ralf-Peter Devaux |
| A XVII               | Trafic aux frontières                                                              | Colonel Werner Wulke             | 60                               | Geyer             |
| A XVIII              | Préparation du sabotage                                                            | Colonel Gotthold Schram          | 110                              | Ralf-Peter Devaux |
| A XIX                | Formation, accompagnement                                                          | Colonel Harry Mittenzwei         | 60                               | Prosetzky         |
| A XX                 | Systèmes informatiques, centres de données                                         | Colonel Peter Feuchtenberger     | 120                              | Vogel             |
| A XXI                | Services d'administration, trésorerie                                              | Colonel Tilo Kretzschmar         | 110                              | Geyer             |
| AG S (Sécurité)      | Sécurité intérieure de la HVA                                                      | Colonel Eberhard Kopprasch       | 20                               | Großmann          |
| AG XV/BV             | Direction de la division XV des unités administratives                             | Colonel Manfred Ebert            | 10                               | Geyer             |
| AG 1/SWT             | Rézidientoura SWT                                                                  | Colonel Gerhard Jauck            | 20                               | Vogel             |
| AG 3/SWT             | Acquisition opérationnelle d'armement                                              | Colonel Erich Gaida              | 20                               | Vogel             |
| AG 5/SWT             | Exploitation des contacts officiels                                                | Colonel Christian Streubel       | 20                               | Vogel             |
| État-major de la HVA | Coordination, documents de stratégie/de gestion                                    | Général de division Heinz Geyer  | 20                               | (Geyer)           |

Remarques :
- Jusqu’en 1988, la division A XVI s’appelle Bereich K ou encore KOST (centrale de coordination), la division A XVII s’appelle AG G (Groupe de travail aux frontières). Enfin, la division A XVIII est créée en 1987 à partir des restes de l’ancienne division IV de la Stasi.
- Les numéros des divisions écrits en chiffres romains sont précédés de la lettre A (ou HV A), afin de ne pas les confondre avec les autres divisions de la Stasi. Ainsi, on trouve des dénominations telles que : division XII du Ministère de la sécurité d’État (Archives) et la division A XII de la HVA (OTAN / Communauté européenne).
- Après qu’aux alentours de l’année 1974 le HVB du Ministère de la sécurité d’État a été renommé “Verwaltung Rückwartige Dienste” (Services d’administration), la HVA devient la seule administration centrale dont le sigle commence par Hauptverwaltung.

### Direction de 1952–1989
Les divisions VII, IX, X et AG S sont sous la responsabilité directe du directeur de la HVA (voir le tableau pour l’affectation des divisions de la HVA). Le directeur de la HVA est également adjoint au ministre de la sécurité d’État et possède lui-même cinq adjoints.
De 1951 à 1952, le directeur de la HVA est Anton Ackermann. De 1952 à 1986, le poste est tenu par Markus Wolf, adjoint de Erich Mielke.
Werner Großmann est le directeur de la HVA de 1986 à 1989, assisté par Horst Vogel en tant que premier adjoint, Heinz Geyer en tant que chef de l’État-Major, ainsi que d’Heinrich Tauchert, Werner Prosetzky et Ralf-Peter Devaux.

## Recrutement et formation

### École de la HVA
L’école de la HVA, appelée « Ecole de la société pour le sport et la technique Etkar André », était à l’origine basée à Bad Belzig. À partir de 1965, elle est progressivement intégrée à la Juristische Hochschule des MfS (école supérieure de droit de la Stasi) à Golm, près de Potsdam, et élevée au rang d’école professionnelle. En 1968, elle est renommée Fachrichtung für Aufklärung der JHS (branche de renseignement de l’école supérieure de droit de la Stasi), puis Section A. La  Fremdsprachenschule des MfS (école de langues de la Stasi) lui est affiliée (la discipline F). En 1988, l’école de la HVA et l’école de langues (autrefois à Dammsmühle, dans les environs de Mühlenbecker) sont installées au bord du lac Seddinsee, à la limite de Berlin après de la ville de Gosen, à environ 3 km au sud d’Erkner. Le bunker qui abritait un poste de commandement de repli de la HVA, était situé dans cette même zone.

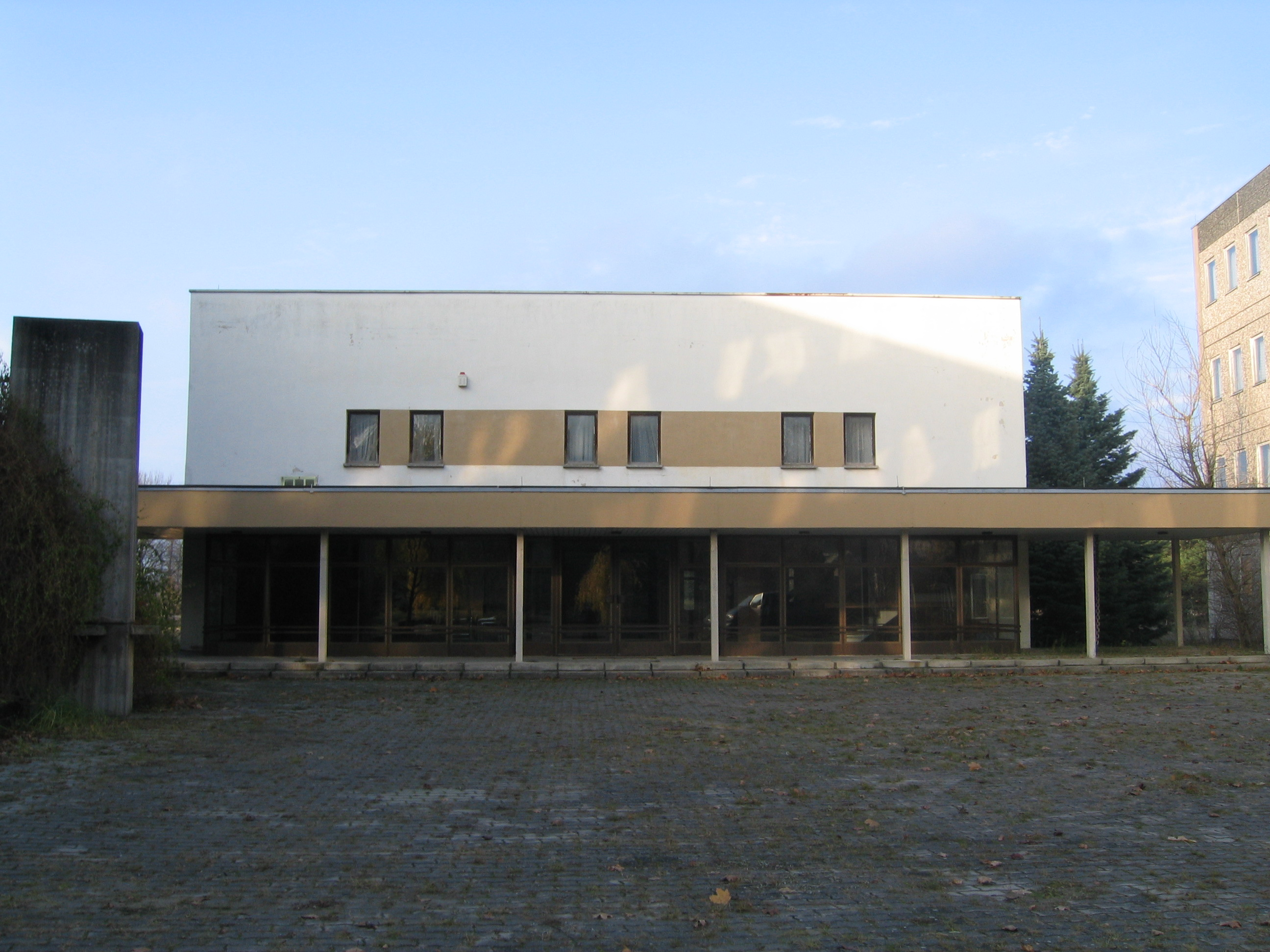
Salle de cinéma de l’école supérieure de la Stasi de l’administration centrale de reconnaissance à Gosen.

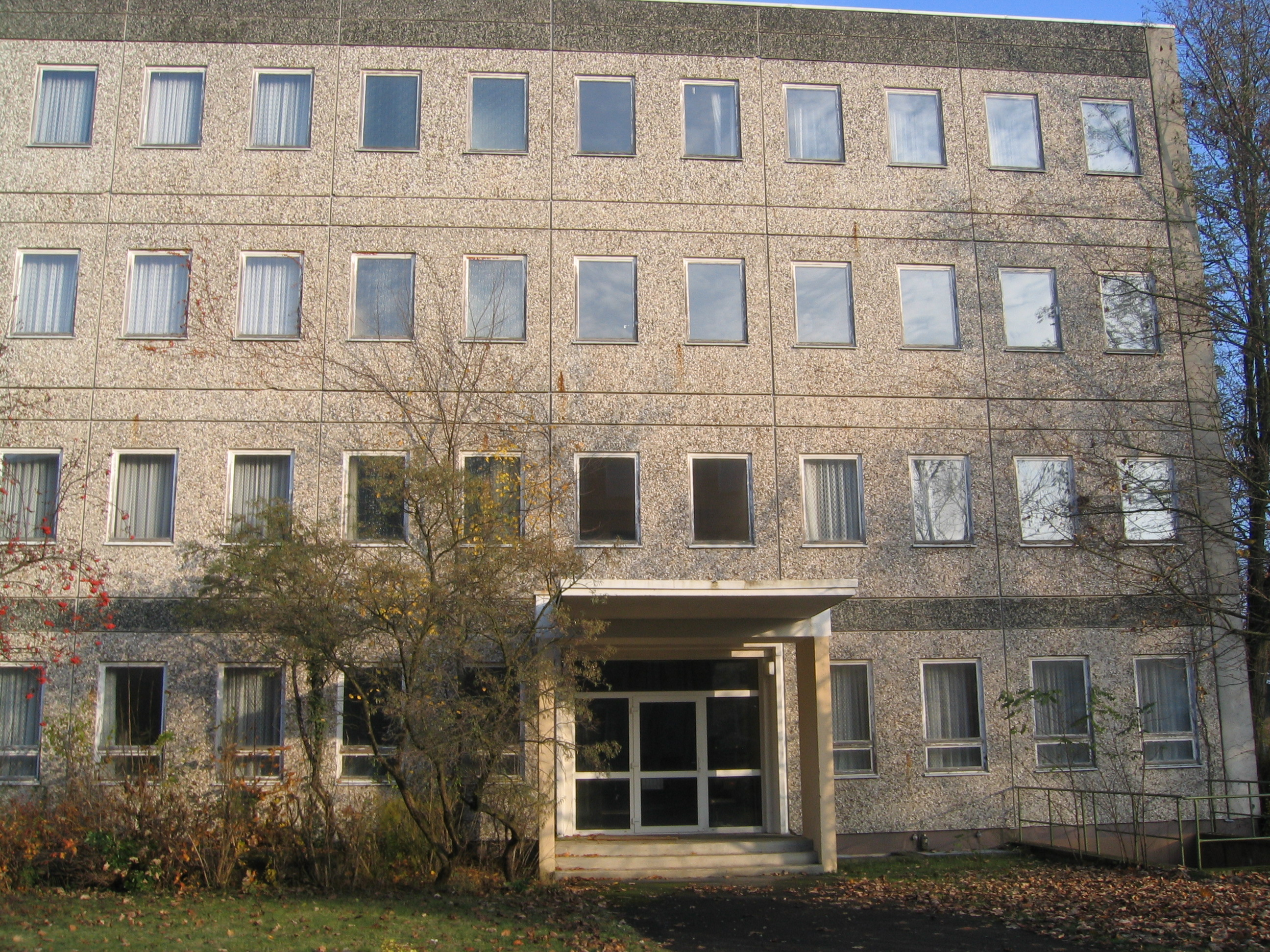
Bâtiment 3 de l’école supérieure Stasi de la HVA à Gosen

L’école de la HVA comptait en 1989 plus de 300 collaborateurs et était dirigée par le colonel Bernd Kaufmann. La division XIX (circulation, poste, télécommunications) collaborait étroitement avec cette école composée de trois branches d’enseignement :
- Discipline A : formation politique opérationnelle dirigée par le colonel Helmut Eck. Quatre chaires, dont une formation en marxisme-léninisme, en politique et en histoire.

- Discipline B : spécialisation et méthode de travail du service d’information dirigée par le colonel Horst Klugow. Cinq chaires, dont la psychologie opérationnelle, le droit/la sécurité, et la surveillance de rézidientes (antennes clandestines de renseignements soviétiques)

- Discipline F : institut de langues étrangères dirigé par le colonel Manfred Fröhlich. Chargé de la formation en langues des agents envoyés à l’étranger et d’une formation approfondie d’interprètes.

### Collaborateurs permanents
En 1989, la HVA comptait plus de 3 800 employés permanents. D’après le tableau des effectifs, il y avait parmi eux environ 2 400 officiers et sous-officiers de carrière, 700 collaborateurs secrets (“IM”, Inofizieller Mitarbeiter), 670 OibE (officiers en affectation spéciale) et 5 civils. Au moment de l’auto-dissolution de la HVA, le nombre de collaborateurs a temporairement augmenté, dépassant les 4 200 personnes.
À l’automne 1989, sept cadres possédaient le rang de général : le collaborateur occupant le rang le plus élevé était le directeur de la HVA, Werner Grossmann, général de corps d’armée ; quatre de ses adjoints ainsi que Harry Schütt (chef du contre-espionnage) et Otto Ledermann (directeur de l’organisation du Parti socialiste unifié d'Allemagne) étaient généraux de division.
Les collaborateurs de la HVA étaient considérés comme l’élite de la Stasi. On exigeait d’eux un investissement personnel, de la flexibilité, de l’efficacité et, comme pour tous les cadres de la Stasi, fidélité à la pensée du Parti socialiste unifié d’Allemagne. Après un travail de très bonne qualité, les employés d’autres divisions de la Stasi pouvaient, au besoin, être déplacés vers la HVA - c’était pour ainsi dire une distinction - s’ils avaient les qualifications requises, par exemple un diplôme de l’enseignement supérieur, des connaissances en langues étrangères ou d’autres compétences similaires. À l’inverse, si leurs résultats n’étaient pas satisfaisants ou en cas de complot, des employés de la HVA pouvaient être déplacés vers d’autres unités de services de la Stasi, ce qui était perçu comme une rétrogradation, mais n’en était pas une sur le plan administratif.

### Collaborateurs secrets et autres collaborateurs
Les collaborateurs permanents de la HVA géraient un nombre, aujourd’hui toujours inconnu, de collaborateurs secrets (IM, Inoffizielle Mitarbeiter). Ils étaient principalement des citoyens de RDA qui avaient la permission de voyager à l’Ouest (parmi les “Reisekader”, seule une minorité était sélectionnée pour pouvoir passer la frontière, mais ne représentaient cependant qu’une fraction des IM), des proches de personnes cibles “intéressantes pour les opérations” à l’Ouest vivant en RDA, des messagers et des instructeurs, mais aussi des milliers d’habitants de la RFA et de Berlin-Ouest, qui pour certains occupaient des positions sociales exposées.
La HVA faisait également la promotion de ses activités auprès d’étudiants de l’Ouest en visite en RDA. Ces universitaires destinés à occuper des postes de direction et ainsi à être en possession d’informations confidentielles sont formés durant des dizaines d’années grâce à des investissements personnels et financiers. Le but : obtenir des fonctions publiques et économiques haut placées grâce auxquelles ils pourront ensuite accéder à des informations secrètes.
Un exemple célèbre de ces opérations de promotion de la HVA est celui de Gabriele Gast, une étudiante engagée en 1968 qui accède au poste de directrice du service de renseignement de la RFA. Étant une des principales sources d’information de la HVA, elle est supervisée personnellement par Markus Wolf.
Au sein de la HVA (et ainsi, de la Stasi), les sources de renseignements effectives dans les pays de l’Ouest ne sont pas forcément enregistrées comme des IM. Elles sont souvent gérées comme des contacts (KP, Kontaktpersonen), ce qui en dit peu sur le niveau de coopération avec le service de renseignements de la RDA : cette coopération englobe aussi bien le recueil d’informations auprès de l’entourage d’une personne sans l’informer grâce à des contacts de la HVA, que la transmission volontaire et ciblée de renseignements. Les espions rencontrent leurs officiers traitants et leurs instructeurs en RDA ainsi que dans des pays d’Europe de l’Est et de l’Ouest (des pays neutres à l’époque comme l’Autriche, la Suisse ou la Suède étaient préférés pour ces rencontres).
D’après des données des archives de la Stasi publiées en 2004, environ 1 500 citoyens de la RFA et 10 000 citoyens de la RDA opéraient pour la HVA en 1989.

## Centrale

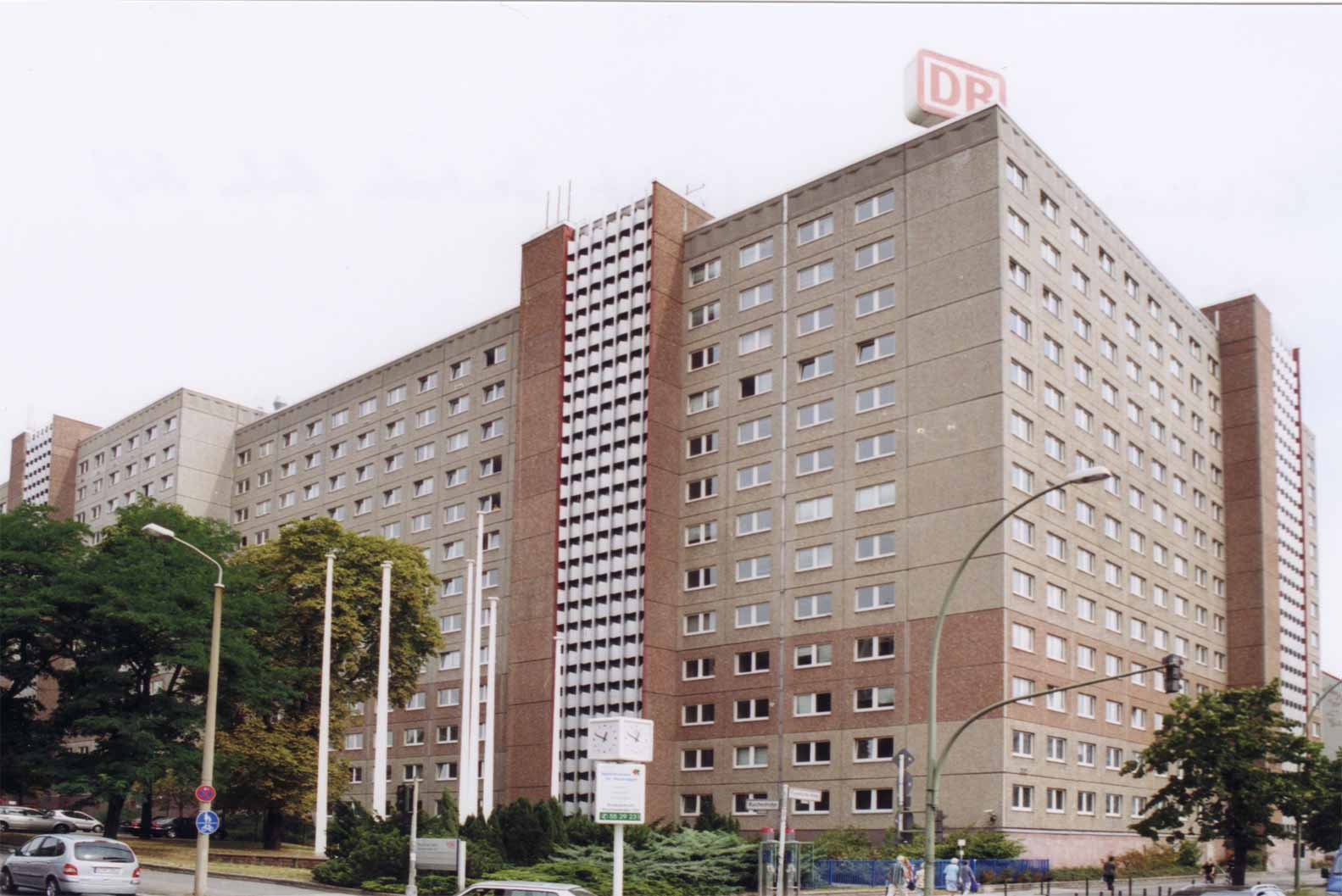
Dernier siège de la HVA dans les bâtiments ministériels de Berlin-Lichtenberg

L'ancêtre de la HVA, l’APN (Aussenpolitische Nachrichtendienst) était basé au début des années 1950 à
Berlin-Pankow, puis dans la Rolandufer (dans Berlin-mitte).
Le siège officiel de la HVA se situera, vers la fin des années 1950, dans les bâtiments de la centrale de la Stasi à Berlin-Lichtenberg. Après la fin de la construction de nouveaux bureaux à l’angle de la Ruschestraße et de la Frankfurter Allee, le service y installe son quartier général. (Après 1990, une nouvelle agence pour l’emploi occupe un bâtiment à l’angle de la Gotlindestraße et de la Ruschestraße, dans lequel elle se trouve toujours aujourd’hui. Les bâtiments de la Frankfurter Allee ont été utilisés par la Deutsche Bahn). La branche opérationnelle et technique (OTS, Operativ-Technische Sektor) a été installée dans la Roedernstraße à Berlin-Alt-Hohenschönhausen. Les divisions XV sont présentes dans chaque unité administrative de la Stasi.

## Budget
Markus Wolf a déclaré devant la commission d’enquête du Bundestag sur l’activité de la division de la coordination commerciale (KoKo) qu’à la fin de son mandat (en 1986) les besoins financiers annuels de la HVA à des fins opérationnelles s’élevaient à 17 millions de
marks est-allemands et 13,5 millions de DM. 
Ces données n’ont jamais été ni réfutées, ni vérifiées. Il existe dans certaines divisions de la HVA des « caisses noires » dont le directeur de la division ou de l’unité était responsable. Des sommes très importantes qui viennent en majorité de ces « caisses » ont été mobilisées dans la NVA (Nationale Volksarmee) ou l’économie nationale de la RDA pour la fourniture dissimulée d’équipements à la division A VIII et à d’autres destinataires à la Stasi.

## Histoire

### Prédécesseurs
En 1951 est créé en RDA l’APN, sous la direction d’Anton Ackermann, officiellement un Institut de recherche en économie (IPW, Institut für wirtschaftswissenschaftliche Forschung). Markus Wolf a ajouté plus tard que huit Allemands et quatre conseillers soviétiques étaient présents à sa création, le 1er septembre 1951, à Berlin-Bohnsdorf. L’APN dépendait du ministère des Affaires étrangères de la RDA. Le premier directeur fut Anton Ackermann, remplacé ensuite par Richard Stahlmann. Le responsable des conseillers était l’officier du KGB, Andrei Grauer, qui d’après Markus Wolf avait été mandaté personnellement par Staline avec l’aide à la reconstruction.
En 1952 est créée l’école de l'APN (la future école de la HVA) de laquelle sortent principalement les agents (dans le jargon de la Stasi, les éclaireurs de la paix) préparés aux missions à l’Ouest. À la fin de cette même année, Anton Ackermann se tourne vers le Bureau politique du SED pour demander à être remplacé, et Walter Ulbricht reprend le contrôle direct de l’APN. En novembre, c'est Markus Wolf, jusqu’ici adjoint du service III (défense), qui prend la direction de l’APN.
Au printemps 1953, Wilhelm Zaisser, membre du bureau politique, prend la direction de l’APN qui est au départ détaché de la Stasi. Après la chute de 
Wilhelm Zaisser à la suite des événements du 17 juin 1953 et du déclassement de la Stasi au rang de secrétariat d’État (SfS), l’APN devient alors le service XV (ou HA XV). Markus Wolf reste à la tête du service XV, et occupe alors également le poste d’adjoint du secrétaire d’État, à savoir le Ministre de la sécurité d’État.

### La HVA au sein de la Stasi
Après la revalorisation de la SfS au rang de Ministère en novembre 1955 sous Ernst Wollweber, le service XV obtient le statut d’administration (HVA) le 1er mai 1956. Cela permit à certains des services de devenir eux-mêmes des ministères, parmi lesquels on retrouve le service I (espionnage politique), le service II (espionnage militaire et des Alliés de l’Ouest), le service IV (espionnage industriel) ainsi que le service V (évaluation). La même année, le général de division Hans Fruck est nommé premier adjoint de la direction de la HVA. En 1959, une restructuration de fond redécoupe la HVA en huit services, l’école obtient la distinction d’objet n°9. 
Outre le travail contre la RFA, considéré comme une réussite par la HVA, l’aide à la reconstruction proposée dans les années 1960 pour les services des jeunes états est un point fort de ses activités. Des interventions à l’étranger ont eu lieu, et notamment au Ghana, à Zanzibar, à Cuba, au Soudan et dans d’autres pays en voie de développement ou pays émergents.
Sous la protection de Hans Fruck, et grâce à la diversité de ses entreprises, le secteur de la coordination commerciale (BKK ou KoKo) de Schlack-Golodkowskis devient un véritable instrument de renseignement pour la HVA, et ce, dès 1967. Les entreprises secrètes de la HVA, F.C. Gerlach et G. Simon (qui devient en 1977 Camet), Asimex, et Interporter brassent des quantités importantes de devises de l’Ouest (à hauteur de millions) aux fins opérationnelles du service.
En 1973, Eric Mielke fonde, sous l’ordre 14/73, la section IX (contre-espionnage) de l’administration et met ainsi fin aux querelles de compétences qui sévissent au sein de la Stasi : jusque-là c’était sa division II (contre-espionnage) qui était responsable du renseignement à l’Ouest.
En 1974, l’arrestation de l’agent de la HVA Günter Guillaume affaiblit la RDA et son service d’espionnage : le chancelier de RFA, Willy Brandt se retire de la chancellerie malgré l’achat de voix par la Stasi avant une motion de censure du Bundestag, et on assiste à un désaccord politique. Günter Guillaume travaillait depuis 1970 pour la Chancellerie fédérale et depuis 1972 en tant que conseiller personnel de Willy Brandt.
En janvier 1979, le lieutenant de la HVA Werner Stiller passe à l’Ouest. Ses déclarations au Service fédéral de renseignement entraînent plus d’une quinzaine d’arrestations d’agents de la HVA en RFA et en Autriche. Près de 40 espions ont pu fuir à temps grâce à des informations de la centrale de la Stasi. Werner Stiller identifie entre autres Markus Wolf sur une photo prise à Stockholm en 1978 et démasque ainsi « l’homme sans visage » (c’est ainsi qu’il est présenté à la une du Spiegel, hebdomadaire allemand). La Stasi ouvre le dossier (« Operativer Vorgang », OV) de Stiller, sous le nom de code Chacal, et devant aboutir à son assassinat. Ils ne parviennent alors pas à localiser Werner Stiller (aux États-Unis, il obtient une nouvelle identité par la CIA). Outre la trahison ressentie par Markus Wolf et par de nombreux collaborateurs de la HVA, le service est, lui, montré du doigt pour avoir largement sous-estimé l’espionnage technologique de la RDA révélé par Werner Stiller.
En 1980, Werner Teske, haut-dignitaire de la HVA, est arrêté car suspecté d’être un espion des services de renseignements de l’Ouest, après sa tentative avortée pour passer à Berlin-Ouest. Werner Teske est condamné à mort lors d’un procès tenu secret. Son exécution a lieu en juin 1981 et est la dernière en RDA. Au sein de la Stasi, ce sujet reste également secret. En mai 1986, Markus Wolf quitte le service actif. Son départ n’est officiel que le 27 novembre 1986, près de 34 ans après qu'il a pris la direction de l’APN. Son successeur, et dernier directeur en titre de la HVA, est son adjoint, Werner Großmann, qui avait d’ailleurs été formé pour ce poste. Dans les faits, ce dernier dirigeait déjà le service depuis le milieu de l’année 1984.

### Dissolution (déroulement)
Fin 1989, alors que la majorité des unités administratives est occupée par des manifestants, la HVA poursuit son travail à la centrale de la Stasi à Berlin. Les collaborateurs tentent de détruire le plus de dossiers possible et de désactiver leurs sources. Pendant la restructuration dans les années 1989/1990 les groupes de travail dans le secteur de la coordination commerciale de la Stasi, qui étaient chargés de la surveillance, sont vivement critiqués pour leurs travaux liés à la HVA. Le 13 janvier 1990, à la suite d'une table ronde, le cabinet Modrow de RDA décrète la dissolution sans remplacement  de la Stasi et donc celle du service de renseignements, récemment rebaptisé HVA.
Lors de la prise d’assaut du complexe de la Stasi à Berlin-Lichtenberg, le 15 janvier 1990, les locaux de la HVA restent intacts. Le 8 février on observe d’une part la constitution du Comité pour la dissolution de l’ancienne Stasi, et d’autre part l’instauration des fonctionnaires comme contrôleurs du processus de dissolution.
Dans l’arrêt du 23 février 1990 de la table ronde centrale du groupe de travail sur la sécurité à propos de la dissolution de la HVA, il est ainsi édicté dans la version originale (tapée) : « le contrôle de l’ensemble des mesures ne peut être mené à bien que par le Comité des citoyens. » Le Général Fritz Peter, mandataire du cabinet Modrow et unique signataire de ce document, a, sans légitimité apparente (sans contresignature), modifié le texte en : « le contrôle ne peut être mené à bien que par le groupe de travail sur la sûreté en étroite collaboration avec le comité de citoyens, et sera coordonné par le Dr. Böhm ». Georg Böhm était l’adjoint de Fritz Peter. Ainsi, le mode de contrôle qui avait été décidé ne reste que théorique, ce qui apparaît plus tard comme une « autodissolution ratifiée ». Les groupes de travail du secteur de la coordination commerciale ne sont plus affectés à l’ancienne HVA. Entretemps, d'après une estimation des commissions de la coordination commerciale du Bundestag et des archives de la Stasi, de nombreux documents de ce service ont disparu.
Werner Großmann, directeur de la HVA, licencié au début de l‘année 1990 comme tous les fonctionnaires de la Stasi, devient ‘’conseiller’’ du groupe qui se forme alors pour la dissolution de la HVA. Bernd Fischer, auparavant colonel et chef de la division I de la HVA, dirige l’action concrète de ce groupe. Au 1er juillet 1990, le service de renseignement doit être complètement dissous. 
Tous les documents portant sur des personnes, les résultats d’espionnage et autres informations de la HVA sont détruits au plus tard en juin 1990. Deux erreurs lourdes de conséquences sont pourtant commises :
- D’une part, une copie d’un microfilm contenant ce qui sera nommé les dossiers Rosenholz, tombe, sans qu’on ne sache vraiment comment, dans les mains de la CIA. Cette opération porte le nom d’Opération Rosewood au sein de l’agence de renseignement américaine. On a alors souvent pensé qu’il s’agissait de fichiers de mobilisation, mais cette hypothèse n’a pas été validée.
- D’autre part, il existe depuis 1987 une sauvegarde externe de la base de données SIRA, qui contient un résumé des informations d’entrée de la HVA ainsi que quelques données sur les espions à livrer. Cette copie échappe à la destruction et, par des voies détournées, se retrouve dans la BStU (archives de la Stasi). Depuis 1998, elle est en cours de décodage. Avec les dossiers Rosenholz, ces données apportent beaucoup d’informations sur les activités d’espionnages de la RDA entre 1969 et 1989.

Quand le groupe mené par Bernd Fischer annonce au comité de dissolution national du ministère de la Sécurité que la dissolution a été effectuée dans les temps, les documents n’ont pas tous été détruits et les entreprises liées à la HVA n’ont pas été correctement liquidées. La destruction de dossiers transférés se poursuit jusqu’au 3 octobre 1990, des centaines de millions de deutschemarks sont encore détournés jusqu’en 1991 à travers F.C. Gerlach et Asimex. Dans son rapport final, le groupe chargé de la dissolution de la HVA ne renseigne que des indications générales et tait les problèmes.

## Évaluation

### Succès du service de renseignement
À partir de 1990, Wolf, Großmann et d’autres n’ont de cesse d’expliquer que la HVA passait pour « l’un des meilleurs services de renseignement du monde ». La Stasi tenait son service pour « le deuxième meilleur après le Mossad » (d’après, entre autres, K. Thümer, cadre moyen de la HA II). On dispose de beaucoup d’informations concernant les succès de la HVA, comme le fait de placer Rainer Rupp (Topas) à l’OTAN, de collaborer avec Gabriele Gast et Alfred Spuhler au Service fédéral de renseignement (BND), ou avec Klaus Kuron (Stern) à l’Office fédéral de protection de la constitution (BfV). Les agents de liaison de la RDA les plus connus du public avant 1990 sont Günter Guillaume, l’espion du chancelier, et sa femme Christel.
Les services de renseignement de l’Ouest n’ont presque jamais réussi à infiltrer la Stasi ou la HVA. Après 1990, de nombreux officiers des services secrets de la RFA ou de la CIA, qui ont contribué de façon décisive à la condamnation de citoyens de la RFA à de longues peines de prison pour trahison, se dévoilent au public. Néanmoins une décision du Tribunal constitutionnel fédéral exempt de toute peine les officiers de la HVA qui n’ont été actifs que sur le sol de la RDA.
Les succès de la HVA sont favorisés par des circonstances que la Stasi peut difficilement contrôler :
- Retrait des agents - il est bien plus facile de battre en retraite en direction de la RDA que dans l’autre sens, surtout depuis la construction du Mur en 1961.
- Facilité de passage – le laxisme de la RFA concernant le contrôle des personnes en provenance de RDA et les frontières toujours grandes ouvertes pour ceux qui veulent s’établir à l’Ouest facilitent de beaucoup l’infiltration des agents de la HVA à l’Ouest. Cependant, il ne faut pas oublier que les services secrets de la RFA et des alliés sont bien au courant de cette problématique, surveillent les touristes en provenance de RDA, et interrogent ceux qui « auraient l’intention » de s’établir à l’Ouest. Après l’affaire Guillaume, les immigrants sont à nouveau systématiquement contrôlés. La frontière est protégée en permanence par la douane, la protection fédérale des frontières, la police des frontières et la police militaire des alliés.
- Peines encourues – un agent de la HVA, s’il est démasqué à l’Ouest, ne risque « que » la prison, alors qu’en RDA, les conditions de détention sont très mauvaises et la peine de mort est de mise jusqu’au début des années 1980, au moins pour les citoyens Est-allemands soupçonnés d’espionnage.

### Les succès desactions concrètes: exemple dusauvetagedu gouvernement Brandt en 1972
Outre ses activités de renseignement, la HVA menait beaucoup d’actions concrètes à l’Ouest. Il s’agissait, en plus de désinformer et de duper, de soutenir ou jouer contre tel ou tel politicien de la RFA en fonction des intérêts du SED. Le sauvetage du gouvernement Brandt d’une motion de censure en avril 1972 au Bundestag est la plus belle réussite de la HVA. Contre toute attente, il ne manquait à Rainer Barzel (CDU), l’opposant de Willy Brandt, que deux voix pour prendre la place de ce dernier. Après la fin de la RDA, de très nombreux indices, témoignages et documents bancaires ont indiqué que les députés Julius Steiner (CDU) et Leo Wagner (CSU) avaient chacun été achetés par la HVA, pour 50 000 DM, afin de voter contre Barzel et permettre à Brandt de conserver sa place. Deux semaines après le vote, lors de sa première visite officielle en Roumanie, le président du SED, Erich Honecker, a vanté son succès comme étant celui de tout le bloc de l’Est : pour jouir d’une « ligne unifiée et coordonnée en matière de politique extérieure », un gouvernement Brandt « nous est bien plus agréable qu’un gouvernement dirigé par Barzel et Strauß ».

### La HVA et la répression
Le rôle de la HVA au sein de l’appareil étatique de répression des opposants est l’objet de débats publics. Comme les informateurs de la HVA étaient pour la plupart domiciliés en RDA, ils recueillaient, en plus des informations d’espionnage, des données qui étaient en lien étroit avec l’oppression de la population par la police secrète. La HVA les transmettait ensuite à la division compétente de la Stasi.
- Les informations transmises par les espions de la HVA à l’Ouest sur les citoyens de la RDA servaient également à la persécution, par exemple en cas de prise de contact illégale avec des organisations de la RFA ou d’expression d’intention de fuite.
- Les agents de la HVA en poste en RFA avaient aussi pour tâche l’identification et la décomposition des dissidents de la RDA déchus de leur nationalité comme Jürgen Fuchs, Roland Jahn, Lutz Eigendorf, Bernd Moldenhauer et Wolfgang Welsch (passeur).
- Les opérations à l’Ouest des autres divisions de la Stasi étaient coordonnées ou réalisées de concert avec la HVA ; dans les années 1980, elle s’y appliquait avec un grand sens des responsabilités. Les forces formées aux interventions à l’étranger (divisions XVIII, AGM/S et d’autres de la HVA) lui garantissent une énorme puissance de combat, qui ne correspond pas à l’image d’un service de renseignement classique.

## Films
- Barluschke – Psychogramm eines Spions (Psychogramme d’un espion). Réalisateur : Thomas Heise (1997; paru sur cassette vidéo en mars 2000)
- Série : Deutschland 83, Deutschland 86 et Deutschland 89